# 丁广治
丁广治（1939年—），回族，中华人民共和国政治人物、第十一届全国政协委员。
担任河南省伊斯兰教协会副会长、民权县北关清真寺阿訇。2008年，当选第十一届全国政协委员，代表宗教界，分入第五十一组。